# Bulgarische Krise
Als Bulgarische Krise (bulgarisch Българска криза) wird eine Kette von Ereignissen der Geschichte Bulgariens im Zeitraum von 1885 bis 1888 bezeichnet, die das Gleichgewicht im Bündnissystem der europäischen Großmächte zerstörten und zu seinem Umbau führten. Die Krise begann mit der Annexion Ostrumeliens durch das Fürstentum Bulgarien im September 1885, nachdem ein von Ostrumelien ausgehender Aufstand die Vereinigung mit Bulgarien gefordert hatte. Diese Annexion war Anlass für den Serbisch-Bulgarischen Krieg 1885, auf den der Putsch von 1886 gegen Fürst Alexander I. folgte und schließlich die Wahl des proösterreichischen Prinzen von Sachsen-Coburg-Gotha-Koháry, Ferdinand I., zum Fürsten von Bulgarien.
Im gesamteuropäischen Zusammenhang wurde die Krise als ein Konflikt zwischen den Großmächten Russland und Österreich-Ungarn wahrgenommen, weil hinter Bulgarien Russland, hinter Serbien Österreich als Schutzmacht stand, der Serbisch-Bulgarische Krieg als Stellvertreterkrieg. Für die Sicherheitsinteressen des Deutschen Reiches erwies sich der Dreikaiserbund als unzureichend. Das Bündnissystem Bismarcks wurde 1887 mit dem Ersten Mittelmeerabkommen, das auf seine Vermittlung hin geschlossen wurde, und dem später als Rückversicherungsvertrag bezeichneten Neutralitätsabkommen mit Russland an die neue Lage angepasst.

## Vorgeschichte

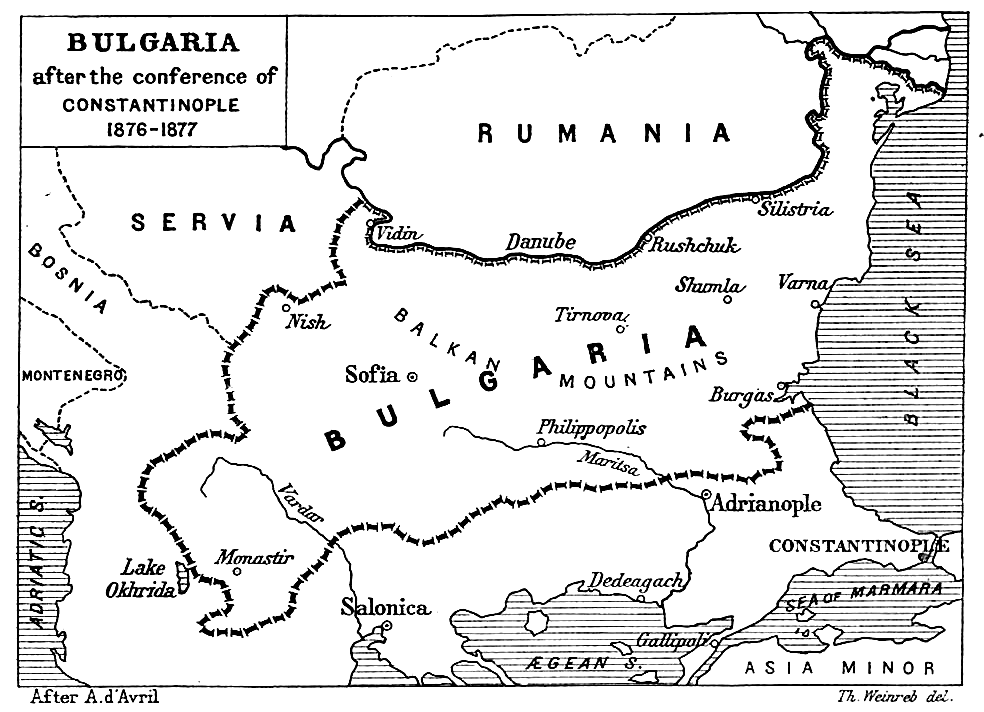
Auf der Botschafter-Konferenz 1876 projektierte Grenzen Bulgariens

Grenzen Bulgariens nach dem Frieden von San Stefano (3. März 1878) und dem Berliner Kongress (Juni 1878).

Nachdem die Verhandlungen der Großmächte mit der Pforte (→Botschafterkonferenz von Konstantinopel 1876) gescheitert waren, brach der russisch-türkische Krieg (1877/78) aus, der mit dem von Russland diktierten Vertrag von San Stefano von 1878 endete. Er führte, wie bereits in der Konferenz von 1876 festgelegt zu einer Vergrößerung der Balkanstaaten, vor allem Bulgariens, auf Kosten europäischer Territorien des Osmanischen Reiches. Bulgarien sollte, als neuer weitgehend unabhängiger, vom Osmanischen Reich losgelöster Staat dasjenige Gebiet einschließen, in dem die Bevölkerungsmehrheit sich zur Bulgarisch-Orthodoxen Kirche bekannte. Die europäischen Mächte wollten diesen Diktatfrieden aber nicht akzeptieren. Mit der Schaffung des großbulgarischen Fürstentums hatte Russland den Vertrag von Budapest mit Österreich-Ungarn gebrochen, das daher eine Revision des Vertrags von San Stefano forderte.
Beim Berliner Kongress 1878 wurden in erster Linie die Bestimmungen des Friedens von San Stefano zu dem von Russland geplanten großbulgarischen Staat deutlich revidiert, die von Bulgarien beanspruchten Gebiete blieben dreigeteilt und weitgehend unter osmanischer Vorherrschaft. Rumänien, Serbien und Montenegro wurden als selbstständig anerkannt. England erhielt Zypern, Österreich erhielt das Recht, Bosnien und Herzegowina zu verwalten, Russland erhielt Bessarabien zurück und bekam die eroberten Teile Armeniens zugesprochen. Bulgarien wurde als selbstständiges Fürstentum tributpflichtig, musste aber auf die schon eroberten Gebiete in Makedonien und Ostrumelien verzichten und an das Osmanische Reich zurückgeben, das Gebiet um Niš und Bulgarische Morava ging an Serbien, die Norddobrudscha an Rumänien. Die russische Besetzung des eroberten Gebietes wurde von zwei Jahren auf neun Monate reduziert, eine Frist, die Russland überschritt. Nationale Konflikte auf dem Balkan blieben ungelöst, die Entwicklung der Völker des Südosteuropas zur Unabhängigkeit wurde aus der Sicht europäischer Großmächte unter geostrategischen Gesichtspunkten kurzzeitig teilweise gefördert, aber auch gehemmt. Die unbefriedigenden Lösungen führten dazu, dass die Balkanvölker den Berliner Vertrag missachteten und nationale Lösungen ohne und gegen die Großmächte durchzusetzen suchten.
Das deutsch-russische Verhältnis wurde trotz seiner dynastischen Grundlage durch diese Ergebnisse des Berliner Kongresses erheblich belastet. Als Gegengewicht schlossen das Deutsche Reich und Österreich-Ungarn 1879 den Zweibund. Falls Russland einer angreifenden Macht (worunter im Falle Deutschlands Frankreich zu verstehen war) zu Hilfe käme, wären die Vertragspartner zu Beistand verpflichtet. Diese deutsch-österreichische Allianz sollte Russland und den Einfluss des panslawistischen Nationalismus auf die russische Politik eindämmen.

## Verlauf

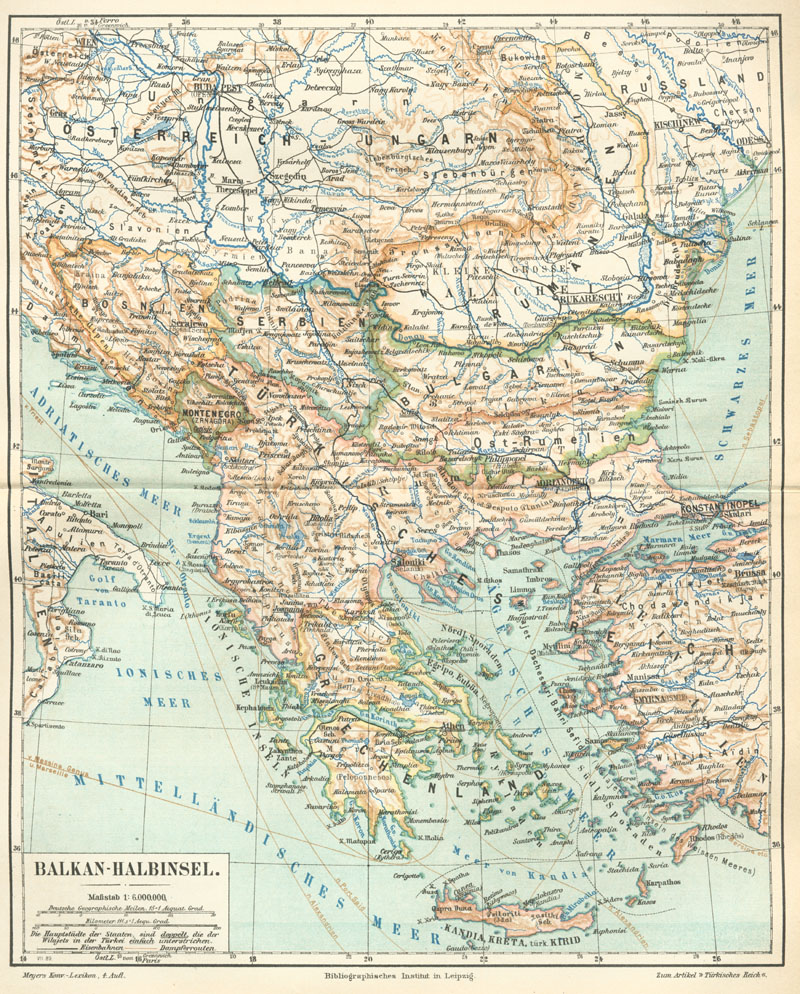
Bulgarien nach der Vereinigung um 1888

Am 18. Juni 1881 schlossen die drei östlichen Großmächte in Europa, Deutsches Reich, Österreich-Ungarn und Russland, den Dreikaiserbund. In diesem verpflichteten sich die Vertragspartner zur wohlwollenden Neutralität für den Fall einer kriegerischen Auseinandersetzung mit einer vierten Großmacht und vereinbarten eine Konsultationspflicht für ihre Aktivitäten auf dem Balkan.
Das Deutsche Reich konnte sich so mindestens der russischen Neutralität in einem etwaigen französisch-deutschen Krieg sicher sein, während Russland mit der reichsdeutschen und österreichisch-ungarischen Neutralität im Falle eines Krieges gegen Großbritannien wegen der Meerengenfrage oder gegen das Osmanische Reich auf dem Balkan abgesichert war (Orientalische Frage).
In einem geheimen Zusatzprotokoll, das 1884 gleichfalls erneuert wurde, hatte es geheißen: „Die drei Mächte werden sich der etwaigen Vereinigung Bulgariens und Ostrumeliens in den Gebietsgrenzen, die durch den Berliner Vertrag angewiesen sind, nicht widersetzen, wenn diese Frage sich durch die Macht der Dinge erheben sollte.“ Als dieser Fall dann tatsächlich eintrat, war die Situation jedoch komplizierter geworden. Der 1879 auf ausdrücklichen Wunsch des Zaren zum Fürsten von Bulgarien gewählte Prinz Alexander von Battenberg hatte sich trotz russischer Minister und Militärberater zum Exponenten eines auf Selbstständigkeit bedachten bulgarischen Nationalismus entwickelt und sich Großbritannien angenähert, einem der weltpolitischen Gegenspieler Russlands. Russland zog daraufhin seine Minister und Berater aus Bulgarien ab. Außerdem reagierte auch König Milan von Serbien, der zur Klientel Österreichs gehörte. Österreich-Ungarn war ein weiterer Gegenspieler Russlands auf dem Balkan. Milan von Serbien verlangte für die Vergrößerung Bulgariens Kompensationen. Als er sie nicht erhielt, erklärte er dem bulgarischen Fürstentum 1885 den Krieg. Nach einer schweren serbischen Niederlage stießen bulgarische Truppen auf Belgrad vor, was Wien zu einer Intervention zugunsten seines Schützlings veranlasste. Im Frieden von Bukarest im März 1886 wurden die alten Verhältnisse zwischen Serbien und Bulgarien wiederhergestellt.
Die Großmächte und die Hohe Pforte erkannten schließlich im Tophane-Vertrag die Vereinigung Bulgariens an. Russland gab sich jedoch weiter unzufrieden und der russische Zar Alexander III. weigerte sich dem bulgarischen Fürsten Alexander von Battenberg als Herrscher des vergrößerten Bulgarien anzuerkennen. Auf russisches Betreiben putschte nun eine Gruppe prorussischer Offiziere gegen den bulgarischen Fürsten Alexander I. und zwang ihn am 9. August 1886 zur Abdankung. Daraufhin wurde er außer Lande nach Russland verschleppt. Als nach einem Gegenputsch Alexander I. wieder auf dem bulgarischen Thron gelangte, brach Russland die diplomatischen Beziehungen zu Bulgarien ab.